# رالی مکزیک
رالی مکزیک که قبلاً با نام رالی آمریکا شناخته می‌شد، یک رویداد رالی در تقویم مسابقات رالی قهرمانی جهان است. این رالی در فصل ۲۰۰۴ وارد جدول مسابقات قهرمانی شد. برنامه سفر این رویداد در ایالت گواناخواتو انجام می‌شود. مراحل در اطراف شهرهای لئون، سیلائو و گواناخواتو برگزار می‌شود.
رالی مکزیک دارای بالاترین سطح ارتفاع از سطح دریا را در بین رالی‌های مسابقات دارا است که در بعضی مواقع به بیش از ۲۷۰۰ متر بالاتر از سطح دریا نیز می‌رسد. موتورهای خودروهای رالی در این مراحل تا ۲۰ درصد از قدرت خود را از دست می‌دهند که به دلیل فشار هوای کمتر در چنین ارتفاعاتی است.